# Gero von Magdeburg
Gero († 22. Oktober 1023 in Vatterode) war von 1012 bis 1023 Erzbischof von Magdeburg.

## Leben
Gero entstammte einer angesehenen Familie aus dem Erzbistum Magdeburg; als sein Vater wird Dedo von Gutenswegen (de Wodeneswege) genannt. Ein Bruder seiner Mutter Eilika namens Konrad hatte Einfluss im Magdeburger Klerus und war Vertrauter Kaiser Ottos III. Der junge Gero trat in die Kapelle König Heinrichs II. ein und wurde von diesem nach dem Tod Walthards am 22. September 1012 auf den erzbischöflichen Stuhl von Magdeburg erhoben, nachdem sein von den Wahlberechtigten aufgestellter Gegenkandidat die königliche Bestätigung nicht erhalten hatte. Im Oktober erhielt Gero von Papst Benedikt VIII. das Pallium (RI II,5 n. 1101 in: Regesten Online) und ermahnt ihn zu guter Amtsführung.
Hauptsächlich hinsichtlich der Verwicklungen, welche zwischen Heinrich II. und dem polnischen König Bolesław I. Chobry bestanden, griff Gero in die Politik des Reiches bestimmend ein, wie das die Lage seines Erzstiftes von selbst mit sich brachte. Nachdem er sich im November 1014 vergebens dem Rat des Kaisers zur Freisetzung Mieszkos, des Sohnes des Polenherzogs, widersetzt hatte, gehörte er auf dem polnischen Feldzug von 1015 zu den Führern der Nachhut, die auf dem Rückzug von den Polen überfallen wurde und trotz der Tapferkeit der magdeburgischen Schar eine schwere Niederlage erlitt. Gero selbst entkam nur mit Mühe zum Kaiser. Im Anfang des Jahres 1017 wurde Gero neben anderen Fürsten zu Verhandlungen mit Bolesław beauftragt, die aber erfolglos blieben. Daraufhin nahm er im Juli an dem Feldzug des Kaisers nach Polen teil und vermittelte nach dessen ungünstigem Ausgang im Januar 1018 mit Bolesław den Frieden von Bautzen.
Mit den benachbarten sächsischen Großen, geistlichen wie weltlichen Standes lag Gero vielfach in Fehde, so 1016–1018 mit dem Markgrafen Bernhard von der Nordmark, um dieselbe Zeit mit Hermann, dem Markgrafen von Meißen; im November 1022 geriet er auch mit dem Bischof Arnulf von Halberstadt aus uns unbekannter Veranlassung in Gegenwart des Kaisers in heftigen Zwist; dagegen hatte er sich mit dem Bischof Thietmar von Merseburg schon im Jahr 1015 über die zwischen den beiden Hochstiften streitigen Güter verglichen. In Magdeburg hatte er sich während seines Episkopats für verschiedene Kirchenbauten, insbesondere für das St. Johanniskloster, und für die Vollendung der von Otto I. begonnenen Ummauerung der Stadt eingesetzt. Nach seinem Tod 1023 wurde der Würzburger Domherr Humfried sein Nachfolger.